# Cameron Murray (rugby à XIII)
Pour les articles homonymes, voir Cameron Murray et Murray.

a Compétitions nationales et continentales officielles uniquement.

b Matchs officiels uniquement.
Cameron Murray , né le 16 janvier 1998 à Sydney (Australie), est un joueur australien de rugby à XIII évoluant au poste de troisième ligne ou de  deuxième ligne dans les années 2010 et 2020.
Fils de Corey Murray, joueur des South Sydney Rabbitohs, Cameron Murray grandit dans l'environnement de ce lub et intègre très tôt la section jeunes.  Il fait ses débuts en National Rugby League (« NRL ») en 2017 et s'impose comme titulaire dès la saison suivante en 2018. Il dispute notamment la finale perdue contre les Penrith Panthers en 2021 sur le score de 14-12. Après le départ d'Adam Reynolds, il prend le capitanat de ce club à partir de 2022.
En sélection australienne, il devient l'un des joueurs incontournables à partir de 2022, prenant part à la Coupe du monde en 2022 remportée face aux Samoa. Concernant le State of Origin, il joue pour la sélection de Nouvelle-Galles du Sud à partir de 2016 où il y devient le titulaire au poste d'arrière et compte quinze sélections entre 2019 et 2024, remportant les éditions 2019, 2021 et 2024.

## Palmarès
- Collectif :
  - Vainqueur  de la Coupe du monde : 2022 (Australie).
  - Vainqueur du State of Origin : 2019, 2021 et 2024 (Nouvelle-Galles du Sud).
  - Finaliste de la National Rugby League : 2021 (South Sydney).

- Individuel :
  - Elu meilleur troisième ligne de la National Rugby League : 2019 (South Sydney).

## Détails

### Détails en sélection
| Matchs internationaux de Cameron Murray | Matchs internationaux de Cameron Murray | Matchs internationaux de Cameron Murray | Matchs internationaux de Cameron Murray | Matchs internationaux de Cameron Murray | Matchs internationaux de Cameron Murray | Matchs internationaux de Cameron Murray | Matchs internationaux de Cameron Murray | Matchs internationaux de Cameron Murray | Matchs internationaux de Cameron Murray | Matchs internationaux de Cameron Murray | Matchs internationaux de Cameron Murray |
|                                         | Date                                    | Adversaire                              | Résultat                                | Compétition                             | Poste                                   | Points                                  | Essais                                  | Pen.                                    | Drops                                   |                                         |                                         |
| --------------------------------------- | --------------------------------------- | --------------------------------------- | --------------------------------------- | --------------------------------------- | --------------------------------------- | --------------------------------------- | --------------------------------------- | --------------------------------------- | --------------------------------------- | --------------------------------------- | --------------------------------------- |
| sous les couleurs de l'Italie           |                                         |                                         |                                         |                                         |                                         |                                         |                                         |                                         |                                         |                                         |                                         |
| 1.                                      | 2 novembre 2019                         | Tonga                                   | 6-12                                    | Coupe Océanie                           | Remplaçant                              | 0                                       | 0                                       | 0                                       | 0                                       |                                         |                                         |

### Détails en club
| Saison | Saison                 | Championnat | Championnat  | Championnat | Championnat | Championnat | Championnat | Championnat | State of Origin | State of Origin | State of Origin | State of Origin | State of Origin | State of Origin | State of Origin | Sélection | Sélection | Sélection | Sélection | Sélection | Sélection | Sélection |
| Saison | Saison                 | Comp.       | Class.       | M           | Pts         | Ess.        | Buts        | Dp.         | Ed.             | Rés.            | M               | Pts             | Ess.            | Buts            | Dp.             | Compet.   | M         | Pts       | Ess.      | Buts      | Dp.       |           |
| ------ | ---------------------- | ----------- | ------------ | ----------- | ----------- | ----------- | ----------- | ----------- | --------------- | --------------- | --------------- | --------------- | --------------- | --------------- | --------------- | --------- | --------- | --------- | --------- | --------- | --------- | --------- |
| 2017   | South Sydney Rabbitohs | NRL         | 12e          | 9           | 4           | 1           | -           | -           |                 |                 |                 |                 |                 |                 |                 |           |           |           |           |           |           |           |
| 2018   | South Sydney Rabbitohs | NRL         | Finale prél. | 25          | 8           | 2           | -           | -           |                 |                 |                 |                 |                 |                 |                 |           |           |           |           |           |           |           |
| 2019   | South Sydney Rabbitohs | NRL         | Finale prél. | 26          | 48          | 12          | -           | -           | 2019            | Vainqueur       | 3               | -               | -               | -               | -               |           | 1         | -         | -         | -         | -         |           |
| 2020   | South Sydney Rabbitohs | NRL         | Finale prél. | 23          | 20          | 5           | -           | -           | 2020            | Perdant         | 1               | -               | -               | -               | -               |           |           |           |           |           |           |           |
| 2021   | South Sydney Rabbitohs | NRL         | Finaliste    | 20          | 20          | 5           | -           | -           | 2021            | Vainqueur       | 2               | -               | -               | -               | -               |           |           |           |           |           |           |           |
| 2022   | South Sydney Rabbitohs | NRL         | Finale prél. | 23          | 16          | 4           | -           | -           | 2022            | Perdant         | 3               | 4               | 1               | -               | -               | CM        | 5         | 20        | 5         | -         | -         |           |
| 2023   | South Sydney Rabbitohs | NRL         | 9e           | 21          | 16          | 4           | -           | -           | 2023            | Perdant         | 3               | -               | -               | -               | -               |           | 2         | 8         | 2         | -         | -         |           |
| 2024   | South Sydney Rabbitohs | NRL         | 16e          | 14          | 8           | 2           | -           | -           | 2024            | Vainqueur       | 2               | -               | -               | -               | -               |           | 2         | -         | -         | -         | -         |           |
| 2025   | South Sydney Rabbitohs | NRL         |              | 0           | -           | -           | -           | -           |                 |                 |                 |                 |                 |                 |                 |           |           |           |           |           |           |           |